# Distrikt Tisco
Der Distrikt Tisco liegt in der Provinz Caylloma in der Region Arequipa in Südwest-Peru. Der Distrikt hat eine Fläche von 1441 km². Beim Zensus 2017 wurden 1441 Einwohner gezählt. Im Jahr 1993 lag die Einwohnerzahl bei 2287, im Jahr 2007 bei 1817. Die Distriktverwaltung befindet sich in der 4188 m hoch gelegenen Ortschaft Tisco mit 460 Einwohnern (Stand 2017). Tisco liegt 36 km nordnordöstlich der Provinzhauptstadt Chivay.

## Geographische Lage
Der Distrikt Tisco liegt in der Cordillera Volcánica im äußersten Nordosten der Provinz Caylloma. Der Río Colca durchfließt den Süden des Distrikts. Er entwässert fast das gesamte Areal. Im Nordwesten fließt der Río Apurímac ein kurzes Stück entlang der Distriktgrenze nach Norden.
Der Distrikt Tisco grenzt im Südosten an den Distrikt Callalli, im Südwesten an den Distrikt Sibayo, im Nordwesten an den Distrikt Caylloma, im Norden an die Distrikte Suyckutambo, Coporaque und Espinar (alle drei in der Provinz Espinar) sowie im Nordosten an die Distrikte Ocoruro und Condoroma (beide in der Provinz Espinar).